# 逻辑哲学论
《逻辑哲学论》（又译《名理论》，英语、拉丁语：Tractatus Logico-philosophicus，德语：Logisch-Philosophische Abhandlung），是奥地利哲学家维特根斯坦在其一生中出版的唯一的书籍篇幅的著作。本书在1918年第一次世界大战作者服兵役期间写成。首先在1921年以德语出版。它现在被广泛的认为是20世纪最重要的哲学著作之一。拉丁语标题Tractatus Logico-Philosophicus最初是乔治·爱德华·摩尔建议的，以表示对斯宾诺莎的《神学政治论》的敬意。维特根斯坦的著名的文笔风格——他表达自身的绝对冷静和简洁的方式——是从他所崇拜的德国逻辑学家和哲学家弗雷格的哲理散文中铸就而来。在他的《哲学评论》中，他写道：“我的句子的风格受到弗雷格的非常强烈的影响。并且如果我想要的话，我能在没有人能第一眼就辨别的地方察觉到这种强烈的影响。”
少于80页的微薄的容量形成了简短的、预言式的说话方式的、编号为1, 1.1, 1.11, 1.12等等到7的一个系统。1.1是1的注释或细节，1.11和1.12注释1.1，以此类推，用来展示它们的嵌套的相互关系。他阐述了一个雄心勃勃的计划：识别语言和现实之间的关系，并通过清晰的说出“逻辑上完美的语言的条件”来定义哲学的界限。其目标是完善伯特兰·罗素早年提出的基于逻辑原子论的哲学系统。
本书的结尾有些令人惊讶，达成了关于哲学的有点激烈的结论。它明确的建议：任何形而上学的讨论都位于意义领域之外，而唯一正确的哲学方法是为自然科学而舍弃哲学（对于不可说的事物，我们必须保持沉默）。
《逻辑哲学论》在逻辑实证主义者中间有着极大的影响力，但也启迪了很多其他哲学家。

## 主要论题
在正文中有七个主要命题。它们是：
1. Die Welt ist alles, was der Fall ist.
  - 世界是所有发生的事物。
2. Was der Fall ist, die Tatsache, ist das Bestehen von Sachverhalten.
  - 发生的事物（事实）是原子性事态的存在。
3. Das logische Bild der Tatsachen ist der Gedanke.
  - 事实的逻辑图像是思想。
4. Der Gedanke ist der sinnvolle Satz.
  - 思想是有意义的命题。
5. Der Satz ist eine Wahrheitsfunktion der Elementarsätze. (Der Elementarsatz ist eine Wahrheitsfunktion seiner selbst.)
  - 命题是基本命题的真值函数。
6. Die allgemeine Wahrheitsfunktion ist:{\displaystyle [{\bar {p}},{\bar {\xi }},N({\bar {\xi }})]}. Die ist die allgemeine Form des Satzes.
  - 命题的一般形式是真值函数的一般形式，它是：{\displaystyle [{\bar {p}},{\bar {\xi }},N({\bar {\xi }})]}。这也是命题的一般形式。
7. Wovon man nicht sprechen kann, darüber muss man schweigen.
  - 对于不可说的东西我们必须保持沉默。

### 命题1.*-3.*
命题1., 2., 3.和它们的补充命题的中心论题是维特根斯坦的语言的图像理论。这可以总结如下：
- 世界由全体的相互连接的原子性事实构成，而命题建造世界的"图像"。
- 为了让一个图像表现一个特定事实，它必须在某个方面拥有同这个事实一样的逻辑结构。这样的话，语言表达可以被看作一种形式的几何投影，这里的语言是变化的投影形式，而表达的逻辑结构是不变的几何联系。
- 我们不能用语言说出在结构中什么是公共的，而是它必须被显示，因为我们使用的任何语言也都依赖于这种联系，因此我们不能用语言走出我们的语言。

### 命题4.*-5.*
通过命题4., 5.,和它们的补充命题，维特根斯坦探索了逻辑上理想的语言所需要的形式机制。他使用了真值表，它现在是解释句子逻辑的语义标准方法，并给出一种严格但相当晦涩的形式逻辑。
- 在命题5.101中维特根斯坦证明了，可能是第一次，位模式（bit-pattern）如"TFTT"可以被直接映射到句子如"如果C那么A"，很大程度上是给同时代的控制论专家的一种消遣。

命题5.101后来转变成哥德尔代码的特殊情况。他在简短的篇幅中覆盖了大量的基础内容，如符号、罗素悖论，重言式、矛盾和真值函数的概念。他还覆盖了在语言、科学、信仰和归纳法之间的联系的问题。
- 5.2522 "我把形式序列a, O' a, O' O' a, ...的通项写为"[a, x, O' x]"。方括号中的这个表达式是一个变项。...

命题5.2522表达了一种归纳形式，这里的a是一个谓词，O' a是在a上的一个运算，等等；在下面的命题6中使用了这个表示法，并用以指示a的所有可能的真值函数。

### 命题6.*
从命题6开始，维特根斯坦假定了所有句子的基本形式。这个陈述不像第一眼看起来那样神秘，部分的由于维特根斯坦的特异的记号：{\displaystyle [{\bar {p}},{\bar {\xi }},N({\bar {\xi }})]}。下面是对这些符号的解释：
- {\displaystyle {\bar {p}}}表示所有原子命题。
- {\displaystyle {\bar {\xi }}}表示这些命题的任何子集。
- {\displaystyle N({\bar {\xi }})}表示构成{\displaystyle {\bar {\xi }}}的所有命题的否定。

命题6实际上说的是，任何逻辑句子都可以推导自在原子命题的全体上的一序列的与非运算。这事实上是Henry M. Sheffer提出的一个众所周知的叫Sheffer竖线的逻辑定理，维特根斯坦使用了它。
在命题6的补充命题中，他转移到逻辑的哲学反映上，它联系到关于知识、思维、先验和超越性的思想。他在最后的一节争论说，逻辑和数学只表达重言式和超越性（transcendental），就是说，它们位于形而上学主体的世界之外。依次的说，逻辑上"理想"的语言不能提供意义，它只能反映这个世界，所以在逻辑语言中的句子不能保持有意义，如果它们不只是这些事实的反映。
作者于6.3节作者指出一切所谓法则，由于其自身只是一个有意义命题(思想)，因此不可能是先验的。由于其非先验性，法则只是命题赖以表达的形式而已。作者设置了一个思想实验说明法则本身没有先验性。假设一张白纸上有不规则的黑点。我们在白纸上画上正方形的网格纹。然后我们赖以此网格纹而宣称：这个方格内有黑点，那个方格内没有黑点。我们还可以在白纸上画三角形的网格纹或者其他任何形状的纹样。维特根斯坦指出，这些网格纹就如同我们描述世界的“法则”一样，他们只是描述世界的方法而非世界本身。作为世界的“白纸”，始终都是被法则诠释的，且一种网格纹就可以以一种特定形式诠释白纸。关于逻辑形式的可能性的知识是先验的，逻辑形式，如所有法则，则不是。这些法则在作者看来都是跳出逻辑范围内的“偶然”。
在最后一节中维特根斯坦转向可以被看作是宗教思考的内容。这可以在命题6.3和6.4之间的缝隙中找到。逻辑实证主义者可能接受在6.4.之前的命题，但是6.41和后续的命题争论说伦理学也是超越性的，所以我们不能用语言来考察它，因为它是某种形式的美学而不能被表达。他开始谈论意志、死后的生命和神。在他对这些问题的考察中，他争论说对它们的所有讨论都是逻辑的滥用。“世界是离我的意志而独立的。”特别是，因为逻辑语言只能反映这个偶然的世界，位于形而上学主体的世界（实在）之外的、任何非偶然的神秘之物的讨论，都是无意义的。这暗示了很多传统的哲学领域，比如伦理学和形而上学实际上是被无意义的讨论着的。讨论它们的任何尝试立即就失去了所有意义。而这些讨论与疑问只能在其自身的消去中找到答案。即当人们不再提出逻辑上无解的问题时。这也暗示了完全因为这些理由他自己尝试解释语言的计划是不可行的。他暗示由于尝试反映这个世界而不是在它之外的东西的这些逻辑实践，哲学计划必须最终抛弃。他暗示科学的本质就是这种实践。
在正文的最后面他借用了叔本华的一个类比，把这本书与梯子相比较，在人已经用它爬上之后必须扔掉它。为此他暗示通过这本书的哲学，你必须达到看出哲学的绝对无意义性。

### 命题7
作为本书的最后一行，命题7没有补充命题。本书结束于此命题："對於不可說的東西我們必須保持沉默。" 
1. ↑  Russell, p. 8 in the C. K. Ogden Translation
2. ↑  《逻辑哲学论》6.3-6.342
3. ↑  维特根斯坦《逻辑哲学论》6.373
4. ↑  德语为"Wovon man nicht sprechen kann, darüber muß man schweigen."
5. ↑  英语为"Whereof one cannot speak, thereof one must be silent."

## 这本著作的接纳和影响
维特根斯坦自己对这本《逻辑哲学论》下的结论是，它解决了所有哲学问题，并在它出版之后退休去到奥地利做小学教师。
在C. K. Ogden把本书翻译成英语的期间，他得到了那时还是十几岁的剑桥数学家和哲学家拉姆齐的帮助。拉姆齐后来去奥地利拜访了维特根斯坦。《逻辑哲学论》还引起了维也纳学派哲学家特别是卡尔纳普和石里克的注意。这组人花了几个月来详细研讨本文。在维特根斯坦返回维也纳（从事建筑师）的时候，石里克甚至确信他参与了这个学派讨论《逻辑哲学论》。
维特根斯坦没有完全接触这个学派，只接触了其中一些成员包括石里克、卡尔纳普和维斯曼。他拒绝和这个学派的成员讨论哲学。在他相信卡尔纳普未经许可就使用了他的某些想法的时候，他在很大程度上断绝了和这个学派成员的正式交往。

## 维特根斯坦回归哲学
在本书出版后，隐居中的维特根施坦同石里克的会谈，很大程度上导致维特根斯坦回归到了哲学。他开始质疑本书的思想和方法，并在1929年回到了剑桥。他著述广泛，但在这二十年中没有出版任何东西。在1951年他死后不久，他的第二部著作《哲学研究》，被他的遗嘱执行人编辑和出版。尽管它也用语言的本质为哲学施加界限，它在根本上抛弃了在《逻辑哲学论》中的语言的图象理论。

## 版本
英文版《逻辑哲学论》是从德语版《Logisch-Philosophische Abhandlung》译成的。在中国，《逻辑哲学论》最初被译为《名理论》，译者张申府。
《逻辑哲学论》有两个著名的英文翻译版本，都包括了罗素写的序言：
1. C. K. Odgen (1922), prepared with assistance from G. E. Moore, F. P. Ramsey, and Wittgenstein himself. Routledge & Kegan Paul, parallel edition including the German text on the facing page to the English text: 1981 printing: ISBN 0-415-05186-X, 1999 Dover reprint: ISBN 0-486-40445-5
2. David Pears and Brian McGuinness (1961), Routledge, hardcover: ISBN 0-7100-3004-5, 1974 paperback: ISBN 0-415-02825-6, 2001 hardcover: ISBN 0-415-25562-7, 2001 paperback: ISBN 0-415-25408-6

汉译版本：
1. 商务印书馆，汉译学术名著丛书，郭英译，统一书号：12017-69 1962年8月第一版。依据德文译出，并参考Odgen英译。
2. 商务印书馆，汉译学术名著丛书，贺绍甲译，ISBN 9787100029827 1996年12月第一版。主要依据Pears & Brian McGuinness英译本译出，同时参考Odgen英译，并对照德文原文审定。

## 注解
1. ^  Jaakko Hintikka (2000) On Wittgenstein ISBN 0-534-57594-3 p. 55 cites Wittgenstein's accusation of Carnap upon receiving a 1932 preprint from Carnap.